# Camping & Rock
Camping & Rock é um festival brasileiro de rock 'n roll que acontece anualmente no estado de Minas Gerais, desde 1998. Tem duração de quatro dias, geralmente coincidindo com o feriado.
Surgiu da necessidade de se conciliar música e natureza, reunindo, de forma inédita, bandas do cenário independente (ou underground) de Minas Gerais e do Brasil.
O festival atrai pessoas de várias regiões do estado de Minas Gerais e até mesmo de outras regiões do Brasil, e é freqüentado por pessoas de todas as idades e tribos diferentes no cenário do rock, de forma harmônica, no qual todos têm como objetivo curtir o bom e velho rock and roll junto à natureza e, conseqüentemente, "se isolar" um pouco da urbanização e da rotina.